# Yoshinori Ohsumi
Yoshinori Ohsumi (大隅 良典 Ōsumi Yoshinori) (大隅 良典 Ōsumi Yoshinori, født 9. februar 1945 i Fukuoka, Japan) er en japansk cellebiolog, som har specialiseret sig i autofagi. Han er professor ved Tokyo Institute of Technologys Frontier Research Center.
Den 3. oktober 2016 blev oplyst, at Yoshinori Ohsumi var blevet tildelt Nobelprisen i fysiologi eller medicin i 2016 for sin opdagelse af mekanismer ved autofagi.
Ohsumi fik et B.Sci. i 1967 og en D.Sci. i 1974, begge fra Tokyo University. Mellem 1974-77 han var en postdoktoral forsker ved Rockefeller University i New York.
Han vendte tilbage til Universitetet i Tokyo i 1977 som forskerassistent, blev udnævnt til lektor der i 1986, og forfremmedes til bistående professor i 1988. I 1996 flyttede han til National Institute for Basic Biology i Okazaki, Japan. Der blev han udnævnt til professor. Fra 2004 til 2009 var han tillige professor ved Graduate University for Advanced Studies i Hayama, Japan. I 2009 gik han over til en ansættelse som professor emeritus vid National Institute for Basic Biology og ved Graduate University for Advanced Studies, og et professorat ved Universitetet i Tokyo.

## Forfatterskab
- Tsukada, M; Ohsumi, Y (25. oktober 1993). "Isolation and characterization of autophagy-defective mutants of Saccharomyces cerevisiae". FEBS letters. 333 (1-2): 169-74. PMID 8224160.

- Mizushima, N; Noda, T; Yoshimori, T; Tanaka, Y; Ishii, T; George, MD; Klionsky, DJ; Ohsumi, M; Ohsumi, Y (24. september 1998). "A protein conjugation system essential for autophagy". Nature. 395 (6700): 395-8. PMID 9759731.

- Kabeya, Y.; Mizushima, N.; Ueno, T.; Yamamoto, A.; Kirisako, T.; Noda, T.; Kominami, E.; Ohsumi, Y.; Yoshimori, T. (2000). "LC3, a mammalian homologue of yeast Apg8p, is localized in autophagosome membranes after processing". The EMBO Journal. 19 (21): 5720-5728. doi:10.1093/emboj/19.21.5720. PMC 305793. PMID 11060023.

- Ichimura, Y; Kirisako, T; Takao, T; Satomi, Y; Shimonishi, Y; Ishihara, N; Mizushima, N; Tanida, I; Kominami, E; Ohsumi, M; Noda, T; Ohsumi, Y (23. november 2000). "A ubiquitin-like system mediates protein lipidation". Nature. 408 (6811): 488-92. PMID 11100732.

- Ohsumi, Y (marts 2001). "Molecular dissection of autophagy: two ubiquitin-like systems". Nature reviews. Molecular cell biology. 2 (3): 211-6. PMID 11265251.

- Kuma, A; Hatano, M; Matsui, M; Yamamoto, A; Nakaya, H; Yoshimori, T; Ohsumi, Y; Tokuhisa, T; Mizushima, N (23. december 2004). "The role of autophagy during the early neonatal starvation period". Nature. 432 (7020): 1032-6. PMID 15525940.

- Hanada, T; Noda, NN; Satomi, Y; Ichimura, Y; Fujioka, Y; Takao, T; Inagaki, F; Ohsumi, Y (28. december 2007). "The Atg12-Atg5 conjugate has a novel E3-like activity for protein lipidation in autophagy". The Journal of biological chemistry. 282 (52): 37298-302. PMID 17986448.